# Entalpía de vaporización

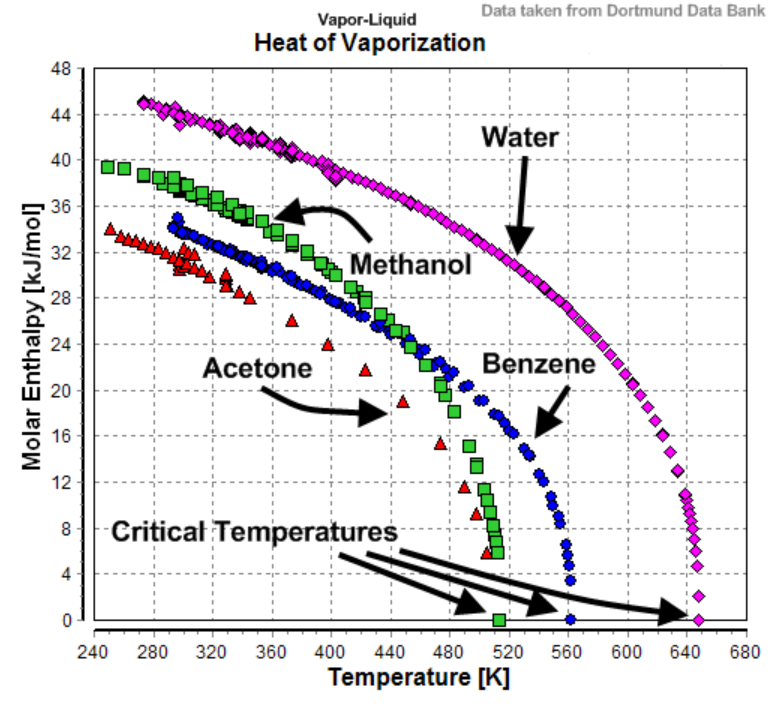
Dependencia de la temperatura de los calores de vaporización del agua, metanol, benceno y acetona

La entalpía de vaporización es la cantidad de energía necesaria para que la unidad de masa (kilogramo, mol, etc.) de una sustancia que se encuentre en equilibrio con su propio vapor a una presión de una atmósfera pase completamente del estado líquido al estado gaseoso. Se representa por {\displaystyle \Delta {}H_{\mathrm {vap} }}, por ser una entalpía. El valor disminuye a temperaturas crecientes, lentamente cuando se está lejos del punto crítico, más rápidamente al acercarse, y por encima de la temperatura crítica las fases de líquido y vapor ya no coexisten.
La entalpía de vaporización suele citarse para el temperatura normal de ebullición de la sustancia. Aunque los valores tabulados suelen corregirse a 298 K, esa corrección suele ser menor que las incertidumbre del valor medido.
El calor de vaporización depende de la temperatura, aunque puede suponerse un calor de vaporización constante para rangos de temperatura pequeños y para Temperatura reducida. Tr≪ 1. El calor de vaporización disminuye con el aumento de la temperatura y desaparece por completo en un punto determinado denominado temperatura crítica (r = 1}}). Por encima de la temperatura crítica, las fases líquida y vapor son indistinguibles, y la sustancia se denomina fluido supercrítico.

## Unidades
Los valores suelen citarse en J/mol, o kJ/mol (entalpía molar de vaporización), aunque a veces se siguen utilizando kJ/kg, o J/g (calor específico de vaporización), y unidades más antiguas como kcal/mol, cal/g y Btu/lb, entre otras.

## Entalpía de condensación
La entalpía de condensación (o calor de condensación) es por definición igual a la entalpía de vaporización con el signo opuesto: los cambios de entalpía de vaporización son siempre positivos (la sustancia absorbe calor), mientras que los cambios de entalpía de condensación son siempre negativos (la sustancia libera calor).

## Contexto termodinámico
La entalpía de vaporización se puede expresar como 
{\displaystyle \Delta H_{\text{vap}}=\Delta U_{\text{vap}}+p\,\Delta V}
Es igual al aumento de energía interna de la fase de vapor en comparación con la fase líquida, más el trabajo realizado contra la presión ambiental. El aumento de la energía interna puede verse como la energía necesaria para superar las interacciones intermoleculares en el líquido (o sólido, en el caso de sublimación) . Por lo tanto, el helio tiene una entalpía de vaporización particularmente baja, 0,0845 kJ/mol, ya que las fuerzas de van der Waals entre los átomos de helio son particularmente débiles. Por otro lado, las moléculas en el agua líquida se mantienen unidas por enlaces de hidrógeno relativamente fuertes, y su entalpía de vaporización, 40. 65 kJ/ mol, es más de cinco veces la energía necesaria para calentar la misma cantidad de agua de 0 °C a 100 °C (cp  = 75,3 J/K·mol). Sin embargo, se debe tener cuidado al usar entalpías de vaporización para "medir" la fuerza de las fuerzas intermoleculares, ya que estas fuerzas pueden persistir hasta cierto punto en la fase gaseosa (como es el caso del fluoruro de hidrógeno), por lo que el valor calculado de la fuerza de enlace será demasiado bajo. Esto es particularmente cierto en el caso de los metales, que a menudo forman moléculas de enlazadas covalentemente en la fase gaseosa: en estos casos, la entalpía de atomización debe utilizarse para obtener un valor real de la energía de enlace.
Una descripción alternativa es ver la entalpía de condensación como el calor que debe liberarse a los alrededores para compensar la caída de entropía cuando un gas se condensa en un líquido. Como el líquido y el gas están en equilibrio en el punto de ebullición (Tb), ΔvG = 0, lo cual resulta en:
{\displaystyle \Delta _{\text{v}}S=S_{\text{gas}}-S_{\text{liquid}}={\frac {\Delta _{\text{v}}H}{T_{\text{b}}}}}
Como ni la entropía ni la entalpía varían mucho con la temperatura, es normal usar los valores estándar tabulados sin ninguna corrección por la diferencia de temperatura de 298 K. Se debe corregir si la presión es diferente de 100 kPa, ya que la entropía de un gas es proporcional a su presión (o, más precisamente, a su fugacidad ): las entropías de los líquidos varían poco con la presión, ya que la compresibilidad de un líquido es pequeña.
Estas dos definiciones son equivalentes: el punto de ebullición es la temperatura a la que el aumento de entropía de la fase gaseosa supera las fuerzas intermoleculares. Como una cantidad dada de materia siempre tiene una entropía más alta en la fase gaseosa que en la fase condensada ({\displaystyle \Delta _{\text{v}}S} siempre es positivo) y de
{\displaystyle \Delta G=\Delta H-T\Delta S},
el cambio de energía libre de Gibbs disminuye al aumentar la temperatura: los gases se ven favorecidos a temperaturas más altas, como se observa en la práctica.

## Entalpía de vaporización de las soluciones electrolíticas
La estimación de la entalpía de vaporización de las soluciones electrolíticas puede realizarse de forma sencilla utilizando ecuaciones basadas en los modelos termodinámicos químicos, como el modelo de Pitzer o modelo TCPC. 

## Trabajo de desplazamiento en el caso isobárico
La cantidad de entalpía de vaporización a suministrar depende también de las condiciones del proceso. Si la vaporización o evaporación isobárica ocurre a una presión constante p, como suele ser el caso, el gas resultante, para expandirse desde el volumen líquido VF al volumen gaseoso VG, debe realizar el trabajo de desplazamiento contra la presión externa p. p-(VG-VF) = p ΔV. Por tanto, la energía suministrada se utiliza tanto para trabajo de separación como para trabajo de desplazamiento: ΔHv = ΔU + p-ΔV.
Ejemplo: A 100 °C y 1013 mbar, un kilogramo de agua tiene un volumen de 1,04 dm3 en estado líquido y un volumen de 1,673 m3 en estado gaseoso. La concentración de agua en fase gaseosa a 100 °C es entonces de 598 g/m3. (véase curva de presión de vapor).
El aumento de volumen durante la vaporización es, por tanto, de 1,672 m3 y el trabajo de desplazamiento realizado durante la expansión frente a la presión atmosférica externa es de 169 kJ. La entalpía de vaporización que debe suministrarse por kg de agua en condiciones isobáricas a 100 °C y 1013 mbar es, por tanto, ΔHv = ΔU + p-ΔV = 2088 kJ + 169 kJ = 2257 kJ = 2,257 MJ.
En otras condiciones, como evaporación en el vacío, evaporación a volumen constante, etc., se aplican otras leyes.

## Valores seleccionados
Entalpías de vaporización de algunas sustancias comunes, medidas a sus respectivos puntos de ebullición.
| Compuesto | Entalpía de vaporización (KJ mol−1) | Calor de vaporización (KJ kg−1) |
| --------- | ----------------------------------- | ------------------------------- |
| Agua      | 40,656                              | 2257                            |
| Acetona   | 32,0                                |                                 |
| Amoníaco  | 23,4                                | 1371                            |
| Argón     | 6,5 *                               |                                 |
| Benceno   | 30,8 *                              |                                 |
| Butano    | 21,0                                | 320                             |
| Etanol    | 43,5                                | 841                             |
| Fosfina   | 14,6                                | 429,4                           |
| Helio     | 0,084 *                             |                                 |
| Hidrógeno | 0,46                                | 451,9                           |
| Mercurio  | 59,3 *                              |                                 |
| Metano    | 8,2                                 | 760                             |
| Metanol   | 35,3                                | 1104                            |
| Propano   | 15,7                                | 356                             |

* a 1 bar 
En cada uno de los elementos químicos:
| Elemento  | Calor de vaporización (kJ/mol) |
| --------- | ------------------------------ |
| Actinio   | n/a                            |
| Aluminio  | 293.4                          |
| Antimonio | 77.14                          |
| Argon     | 6.447                          |
| Arsénico  | 34.76                          |
| Ástato    | 116                            |
| Azufre    | 1.7175                         |
| Bario     | 142                            |
| Berilio   | 292.40                         |
| Bismuto   | 104.8                          |
| Boro      | 489.7                          |
| Bromo     | 15.438                         |
| Cadmio    | 100                            |
| Cesio     | 67.74                          |
| Calcio    | 153.6                          |
| Carbono   | 355.8                          |
| Cerio     | 414                            |
| Zinc      | 115.3                          |
| Circonio  | 58.2                           |
| Cloro     | 10.2                           |
| Cromo     | 344.3                          |
| Cobalto   | 376.5                          |
| Cobre     | 300.3                          |
| Escandio  | 314.2                          |
| Estaño    | 295.8                          |
| Estroncio | 144                            |
| Flúor     | 3.2698                         |
| Galio     | 258.7                          |
| Germanio  | 330.9                          |
| Fósforo   | 12.129                         |
| Hafnio    | 575                            |
| Helio     | 0.0845                         |
| Hidrógeno | 0.44936                        |
| Indio     | 231.5                          |
| Iridio    | 604                            |
| Hierro    | 349.6                          |
| Itrio     | 363                            |
| Kriptón   | 9.029                          |
| Lantano   | 414                            |
| Litio     | 145.92                         |
| Magnesio  | 127.4                          |
| Manganeso | 226                            |
| Mercurio  | 59.229                         |
| Molibdeno | 598                            |
| Neón      | 1.7326                         |
| Neptunio  | n/a                            |
| Níquel    | 370.4                          |
| Niobio    | 696.6                          |
| Nitrógeno | 2.7928                         |
| Oro       | 334.4                          |
| Osmio     | 627.6                          |
| Oxígeno   | 3.4099                         |
| Paladio   | 357                            |
| Plata     | 250.58                         |
| Platino   | 510                            |
| Plomo     | 177.7                          |
| Polonio   | 60.1                           |
| Potasio   | 79.88                          |
| Radio     | 37                             |
| Radón     | 16.4                           |
| Renio     | 715                            |
| Rodio     | 493                            |
| Rubidio   | 72.216                         |
| Rutenio   | 595                            |
| Selenio   | 26.3                           |
| Silicio   | 384.22                         |
| Sodio     | 96.96                          |
| Tantalio  | 743                            |
| Tecnecio  | 660                            |
| Telurio   | 52.55                          |
| Talio     | 164.1                          |
| Torio     | 514.4                          |
| Titanio   | 421                            |
| Tungsteno | 824                            |
| Vanadio   | 452                            |
| Xenón     | 12.636                         |
| Yodo      | 20.752                         |

## Entalpías de vaporización de los elementos químicos
La siguiente tabla muestra la entalpía de vaporización de los elementos en condiciones de laboratorio expresadas en kJ/mol de acuerdo con su situación en la tabla periódica: 
| H 0,44936 |          |          |          |          |          |        |          |          |          |           |           |          |          |          |          |           | He 0,0845 |
| Li 145,92 | Be 292,4 |          |          |          |          |        |          |          |          |           |           | B 489,7  | C 355,8  | N 2,7928 | O 3,4099 | F 3,2698  | Ne 1,7326 |
| Na 96,96  | Mg 127,4 |          |          |          |          |        |          |          |          |           |           | Al 293,4 | Si 300   | P 12,129 | S 1,7175 | Cl        | Ar 6,447  |
| K 79,87   | Ca 153,6 | Sc 314,2 | Ti 421   | V 452    | Cr 344,3 | Mn 226 | Fe 349,6 | Co 376,5 | Ni 370,4 | Cu 300,3  | Zn 115,3  | Ga 258,7 | Ge 330,9 | As 34,76 | Se 26,3  | Br 15,438 | Kr 9,029  |
| Rb 72,216 | Sr 144   | Y 363    | Zr 581,6 | Nb 696,6 | Mo 598   | Tc 660 | Ru 595   | Rh 493   | Pd 357   | Ag 250,58 | Cd 100    | In 231,5 | Sn 295,8 | Sb 77,14 | Te 52,55 | I 20,752  | Xe 12,636 |
| Cs 67,74  | Ba 142   | *        | Hf 575   | Ta 743   | W 824    | Re 715 | Os 627,6 | Ir 604   | Pt 510   | Au 334,4  | Hg 59,229 | Tl 164,1 | Pb 177,7 | Bi 104,8 | Po 60,1  | At 27,2   | Rn 16,4   |
| Fr 65     | Ra 37    | **       | Rf       | Db       | Sg       | Bh     | Hs       | Mt       | Ds       | Rg        | Cn        | Nh       | Fl       | Mc       | Lv       | Ts        | Og        |
| *         | La 414   | Ce 414   | Pr       | Nd       | Pm       | Sm     | Eu       | Gd       | Tb       | Dy        | Ho        | Er       | Tm       | Yb       | Lu       |           |           |
| **        | Ac       | Th 514,4 | Pa       | U        | Np       | Pu     | Am       | Cm       | Bk       | Cf        | Es        | Fm       | Md       | No       | Lr       |           |           |

## Aplicaciones

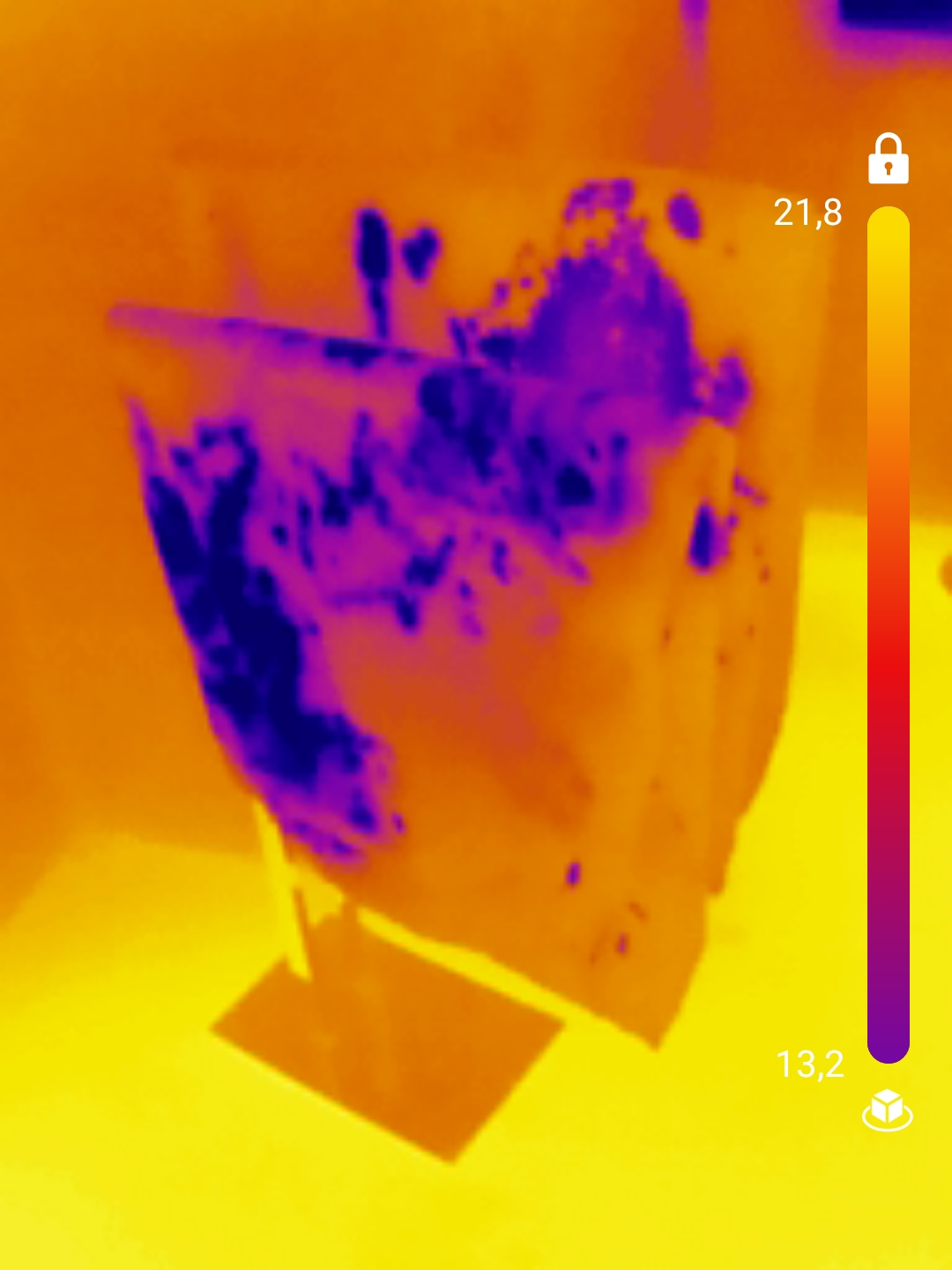
Evaporación en frío de una toalla parcialmente mojada vista con una cámara termográfica.

La entalpía de vaporización se utiliza principalmente para el transporte de calor.
- Enfriamiento evaporativo
- Base funcional de la torre de refrigeración ("trickle cooler")
- "Refrigeradores evaporativos" sin electricidad[4]
- Refrigeración, por ejemplo, del cuerpo humano a través de la sudoración.
- La entalpía de evaporación se absorbe en el lado (a enfriar) (evaporador) y se libera en el lado (a calentar) (condensación).
- Durante el calentamiento por combustión de hidrocarburos, se produce agua en forma gaseosa como producto de reacción de la combustión. Su entalpía de vaporización se almacena en los gases de combustión. Las calderas de condensación condensan la mayor parte del vapor de agua y recuperan la entalpía de condensación liberada en el proceso.

Ejemplos negativos son:
- Enfriamiento evaporativo:'
  - Enfriamiento adicional de los parabrisas de los coches debido a la evaporación de los aditivos lavaparabrisas a base de alcohol en condiciones de viento; por lo tanto, estas mezclas deben diseñarse para temperaturas mucho más bajas que la temperatura exterior en invierno.
  - Congelación con la piel o la ropa mojadas
  - Al extraer gas de recipientes de gas líquido, como el dióxido de carbono, el nitrógeno y el gas propano, las tuberías se enfrían considerablemente y a menudo hay que calentarlas por convección del aire ambiente mediante aletas metálicas, por ejemplo.
- Entalpía de condensación:
  - Para licuar los gases hay que utilizar grandes cantidades de energía para enfriarlos y/o para aumentar la presión, ya que los gases sólo se condensan a temperaturas muy bajas bajo presión ambiente.
  - La máquina de vapor y también la central de gas y vapor (CCGT) tienen un rendimiento reducido por la entalpía de vaporización del agua, porque el calor residual del condensador (si existe) no suele aprovecharse.
  - Los ciclones tropicales obtienen su energía principalmente del calor liberado durante la condensación de enormes masas de agua.

### Refrigeración evaporativa para motores de combustión interna

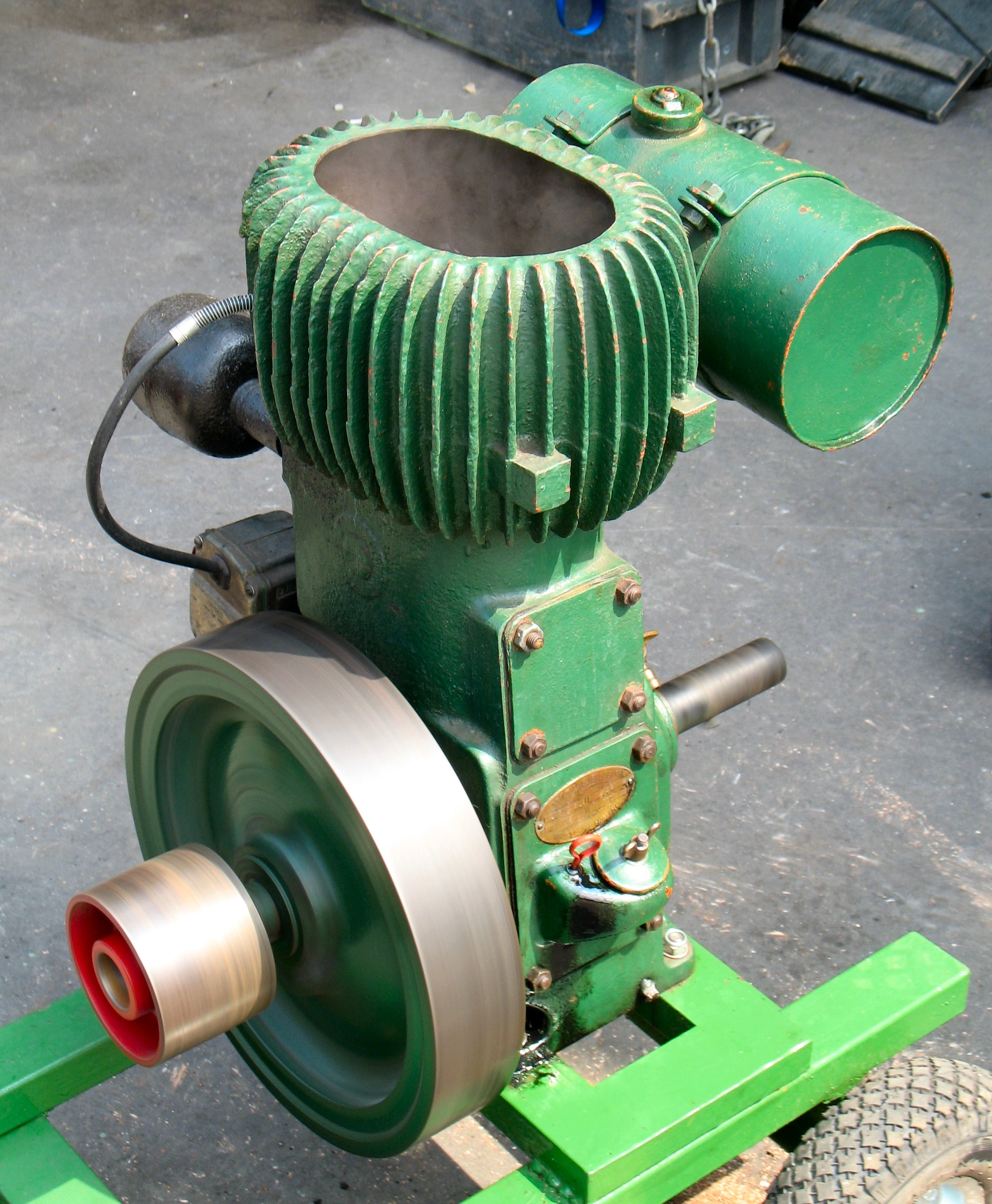
Motor estacionario con refrigeración evaporativa.

En los motores de combustión interna, el enfriamiento por evaporación se refiere a un sistema de enfriamiento abierto (también motores con evaporador o, coloquialmente, evaporador de agua) y se usó en los primeros días de la construcción de motores debido a su estructura simple sin intercambiador de calor (enfriador) ni bomba de circulación de agua,  principalmente en motores estacionarios monocilíndricos, tractores (primeros modelos Lanz Bulldog ) y maquinaria de construcción, aunque ocasionalmente también en motores de aviones (p. ej., motor Antoinette).
El cilindro está rodeado por una camisa de agua en el bloque del motor; el agua de refrigeración necesaria (medio refrigerante) se introduce simplemente desde arriba a través de una abertura en el bloque del motor. La abertura de llenado tiene un diámetro de aproximadamente 15 cm y no está cerrada. Después de un tiempo, dependiendo de la carga, la altitud sobre el nivel del mar y la temperatura exterior, el calor generado cuando el motor de combustión está en funcionamiento hace que el agua de refrigeración hierva y se evapore sin provocar un aumento adicional de temperatura. La temperatura del motor es constante de 100 °C (al nivel del mar) y no puede exceder este valor mientras haya suficiente agua en el sistema. El vapor de agua resultante escapa hacia arriba a través de la abertura de llenado. Para comprobar el nivel del agua, en la boca de llenado se encuentra un flotador con una varilla de nivel que sobresale del bloque del motor hacia arriba.
La ventaja del sistema de refrigeración abierto es su estructura sencilla. Las desventajas son el elevado consumo de agua (hasta varios cubos de agua al día a plena carga), el bloque motor comparativamente muy grande que requiere la camisa de agua y el elevado peso asociado.
El enfriamiento evaporativo ya no se utiliza en los motores de combustión interna en los países industrializados occidentales desde alrededor de 1950. En Alemania, el Multicar M21 estuvo equipado con un motor de este tipo hasta 1964, y la planta de motores de Cunewalde continuó produciendo motores diésel refrigerados por evaporación para la exportación hasta 1976. En China, India, etc., hoy en día todavía se fabrican motores con refrigeración evaporativa porque la estructura simple (sin bomba de agua, mangueras, radiador y termostato) hace que la fabricación y las posibles reparaciones sean muy fáciles.